# Бірітіба-Мірін
Бірітіба-Мірін (порт. Biritiba-Mirim або Biritibamirim) — місто і муніципалітет у бразильському штаті Сан-Паулу, частина Великого Сан-Паулу.
Місто відомо проектом закону 2005 року, розробленим мером Роберту Перейра да Сілва, що мав заборонити мешканцям міста вмирати. Закон був відповіддю на нові закони країни, що вводили істотні обмеження на використання землі через її важливість для постачання води у Сан-Паулу. В результаті стало катастрофічно не вистачати місця на цвинтарях, а створення нових було неможливим.
| Бразилія | Це незавершена стаття з географії Бразилії. Ви можете допомогти проєкту, виправивши або дописавши її. |